# 天樽增三
雙子座47，又名BD+27 1327，HD 54801、SAO 79141、HR 2700，是雙子座的一颗恒星，视星等为5.78，位于銀經190.51，銀緯15.96，其B1900.0坐标为赤經7h 5m 10.9s，赤緯+27° 15.96′ 16″。